# عبد الله أباد (راز)
عبد الله أباد (بالفارسية: عبدالله‌آباد) هي مستوطنة تقع في إيران في قسم راز الريفي. يقدر عدد سكانها بـ 112 نسمة بحسب إحصاء 2016.